# Cladocarpus bocki
Cladocarpus bocki is een hydroïdpoliep uit de familie Aglaopheniidae. De poliep komt uit het geslacht Cladocarpus. Cladocarpus bocki werd in 1919 voor het eerst wetenschappelijk beschreven door Jäderholm. 